# PM Md. 1996 ASALT
Pistolul-mitralieră Model 1996 ASALT (abreviere PM Md. 1996 ASALT) este o armă automată individuală destinată luptei antipersonal la distanțe mici (50 de metri) fabricată de Uzina Mecanică Sadu. Pistolul-mitralieră folosește cartușul de calibrul 9 mm Parabellum și poate executa foc semiautomat sau automat. Arma poate fi livrată în două variante: cu țeavă scurtă și cu țeavă lungă. Patul armei este telescopic.